# Charles Dickens

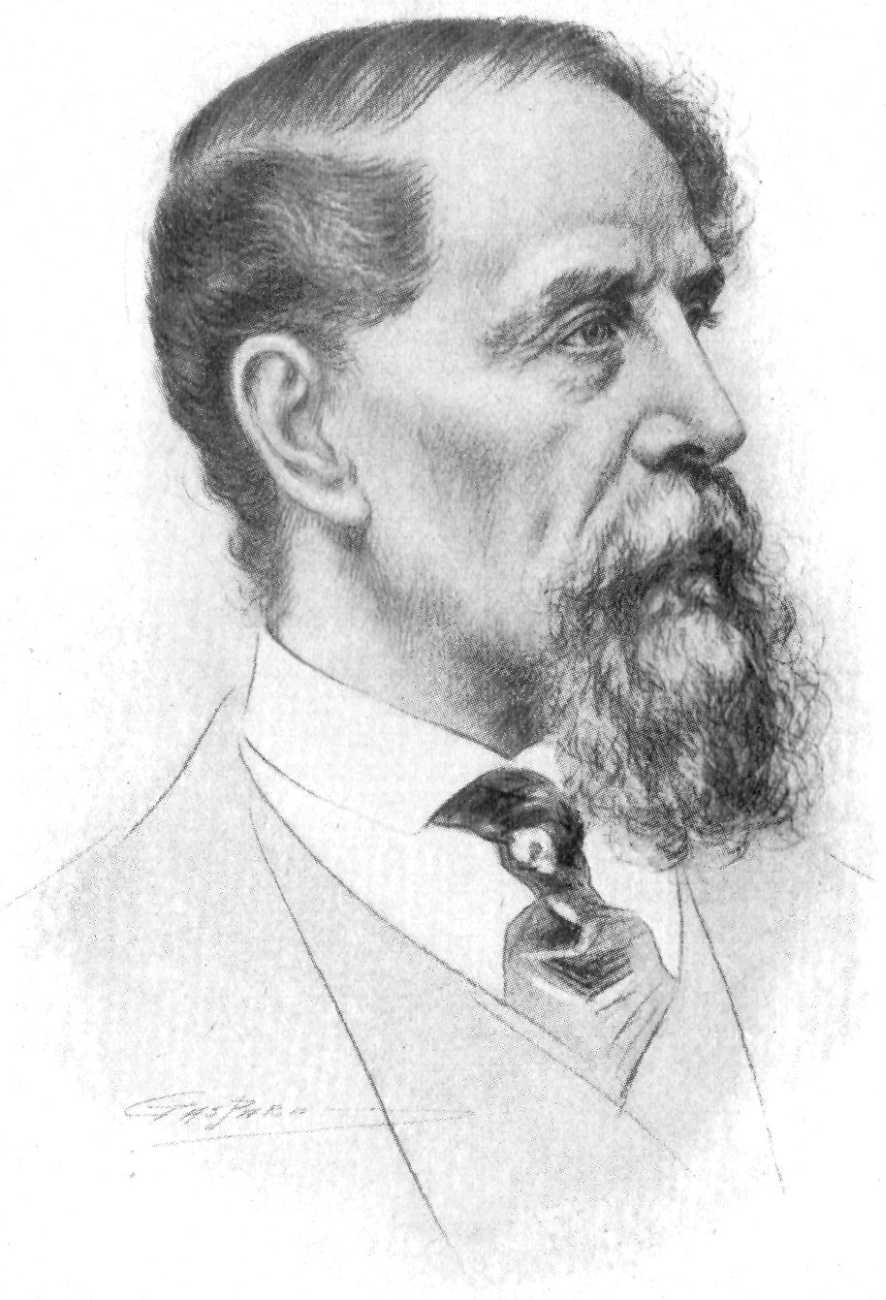
Charles Dickens

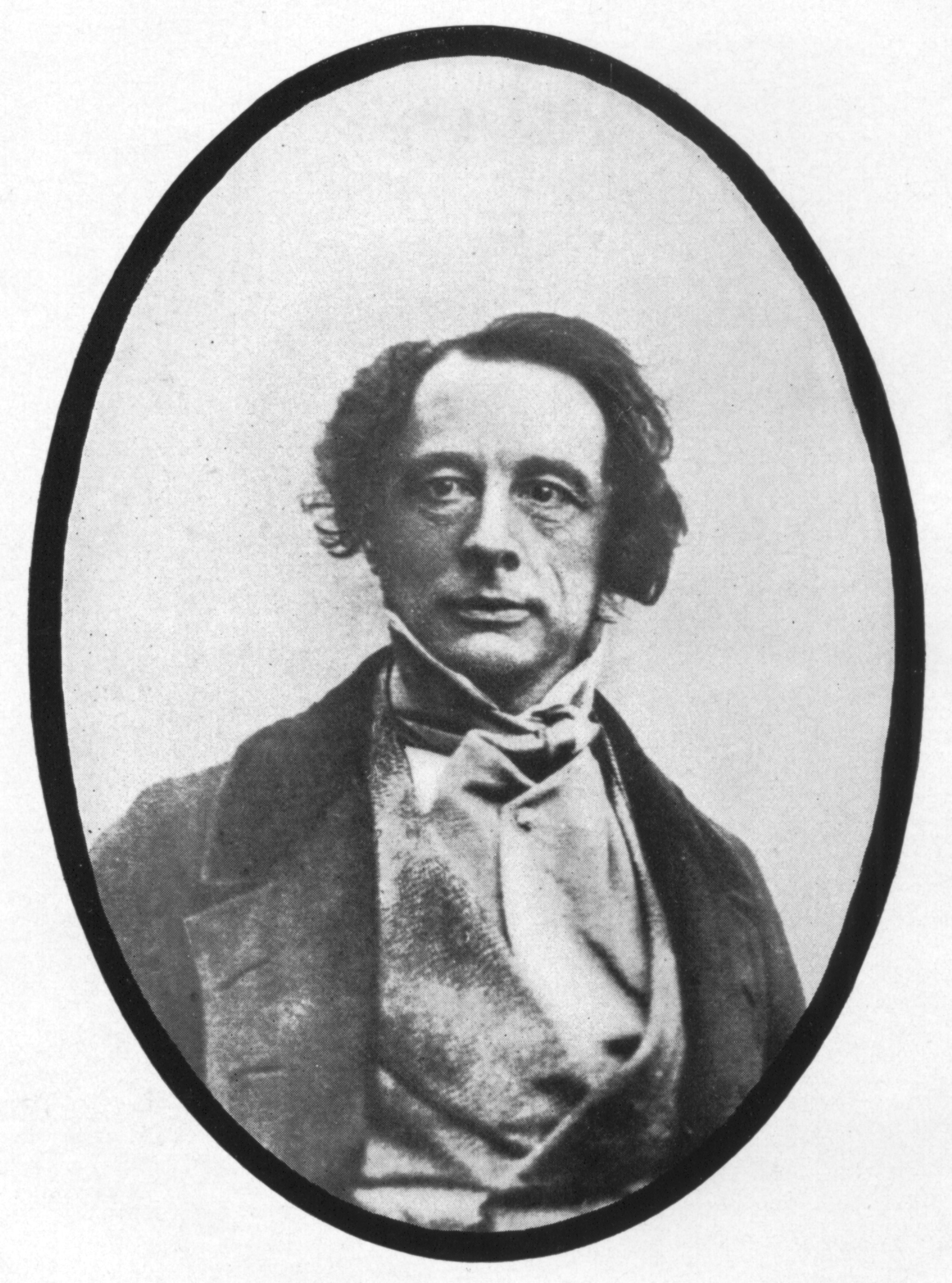
Charles Dickens, 1843

Charles John Huffam Dickens (als Pseudonym auch Boz; * 7. Februar 1812 in Landport bei Portsmouth, England; † 9. Juni 1870 auf seinem Landsitz Gad’s Hill Place in
Higham bei Rochester, England) war ein englischer Schriftsteller. Er gilt als einer der bedeutendsten Autoren der Weltliteratur. 2015 wählten 82 internationale Literaturkritiker und -wissenschaftler vier seiner Romane zu den bedeutendsten britischen Romanen: David Copperfield, Bleak House, Große Erwartungen und Dombey und Sohn. Zu seinen bekanntesten Werken gehören außerdem Oliver Twist, Eine Geschichte aus zwei Städten und A Christmas Carol.

## Leben

### Elternhaus

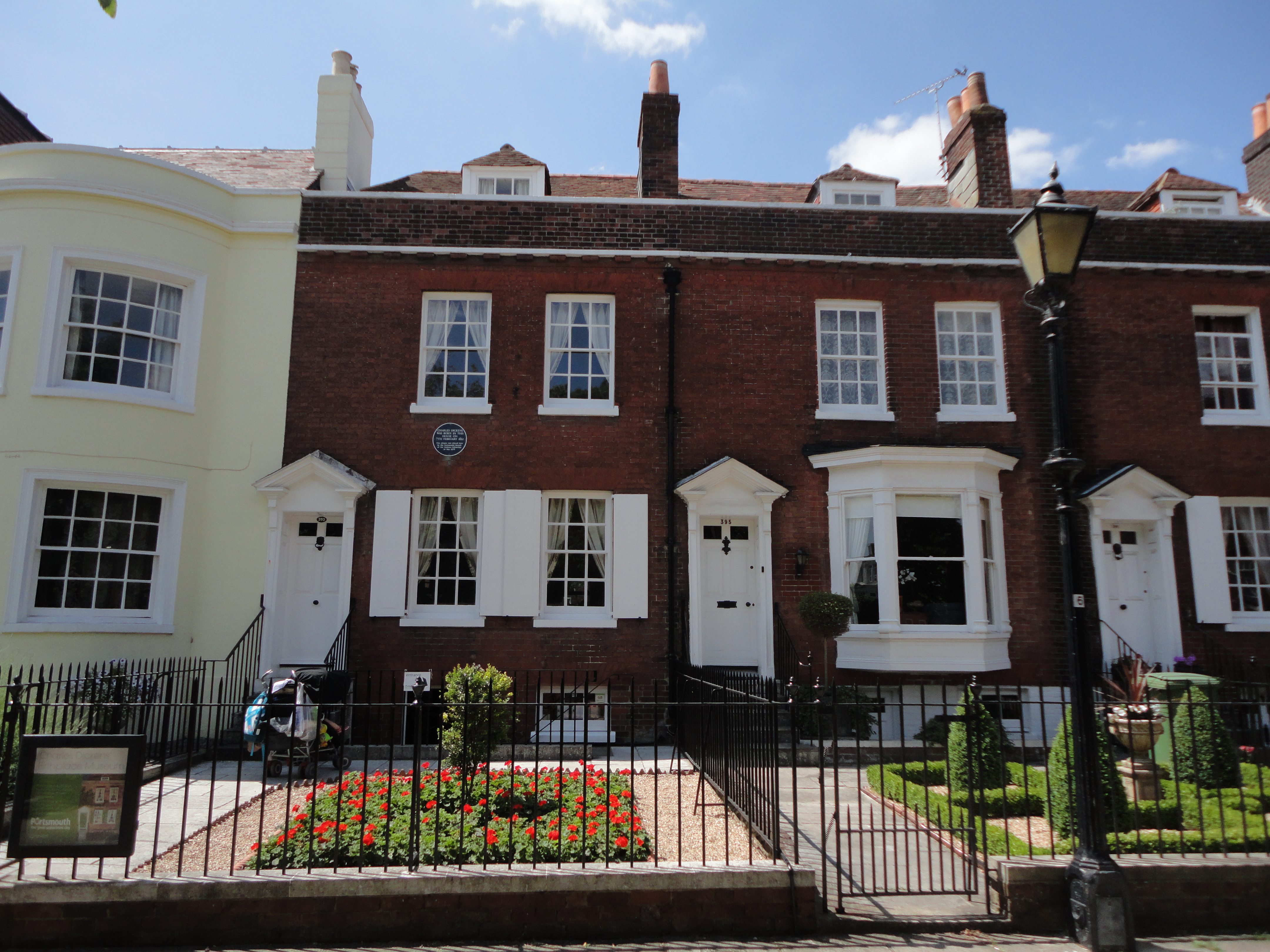
Charles Dickens’ Geburtshaus

Charles Dickens wurde am 7. Februar 1812 in Landport bei Portsmouth (Hampshire) geboren. Er war das zweite von acht Kindern von John Dickens (1786–1851), einem mittellosen Marineschreiber im Navy Pay Office in Portsmouth, und seiner Frau Elizabeth (geb. Barrow, 1789–1863). Im Januar 1815 zog die Familie nach London um, kurz darauf nach Sheerness und schließlich nach Chatham in Kent. 1822 ließ sich die Familie Dickens in der 16 Bayham Street, Camden Town, in London nieder, da der Vater in das Hauptquartier des Naval Pay Office versetzt wurde.

### Frühes Berufsleben
Die Familie hatte Kent bereits verschuldet verlassen und lebte in London über ihre Verhältnisse. 1824 wurde der Vater daher von den Gläubigern ins Schuldgefängnis von London gezwungen. Die Mutter zog mit den sieben Geschwistern ebenfalls in das Gefängnis, was damals üblich war. Nur Charles lebte außerhalb, um den Unterhalt für die ums finanzielle Überleben kämpfende Familie zu verdienen. Er arbeitete mit anderen Kindern in einer Lagerhalle. Seine Erfahrungen dort inspirierten ihn zu einigen Passagen in David Copperfield. Bereits mit zwölf Jahren musste Dickens als Hilfsarbeiter in einer Fabrik für Schuhpolitur arbeiten. Deswegen konnte er nicht mehr regelmäßig die Schule besuchen.
Nachdem sein Vater 1824 aus dem Gefängnis entlassen worden war, ging Charles bis 1826 wieder in die Schule und wurde 1827 als Schreiber bei einem Rechtsanwalt angestellt. Während dieser Zeit konnte er Menschentypen studieren und gleichzeitig im Britischen Museum literarische Studien betreiben. Dickens arbeitete sich 1829 zum Parlamentsstenografen (parlamentarischer Berichterstatter) hoch. Er verwendete das Stenografiesystem von Thomas Gurney; bis heute ist er dessen bekanntester Benutzer.

### Beziehungen und Nachkommen
1830 lernte Dickens Maria Beadnell kennen. Er machte ihr einen Antrag, doch ihre Eltern missbilligten die Verbindung und schickten ihre Tochter auf eine Pariser Mädchenschule, um weiteren Kontakt mit Dickens zu unterbinden.
1836 heiratete Dickens Catherine Hogarth (1815–1879). Das Ehepaar hatte zehn Kinder.
1857 lernte  Dickens die Schauspielerin Ellen Ternan (1839–1914) kennen;  die Beziehung hielt bis zu seinem Tod.

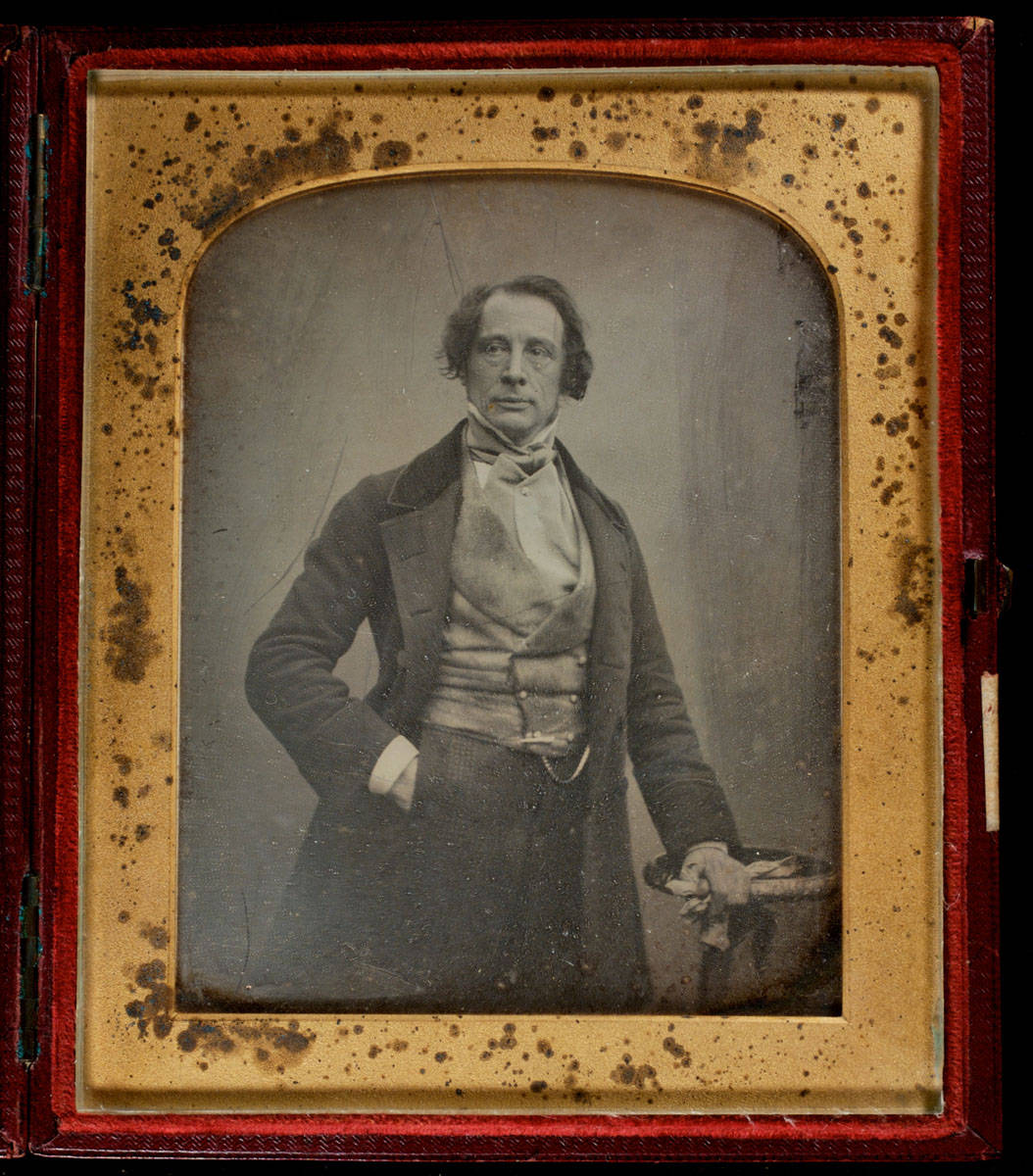
Charles Dickens, Daguerreotypie von Antoine Claudet, 1852

1858 trennte sich Dickens von seiner Frau; eine formale Scheidung war in viktorianischen Zeiten für eine Person seiner Stellung undenkbar. Nach der Trennung zog sie mit ihrem Sohn Charles Culliford Dickens in ein Haus am Gloucester Place in Brighton. Charles Dickens zog mit den übrigen Kindern zurück nach Tavistock House, wo sich seine Schwägerin Georgina Hogarth um die Dienerschaft und den Haushalt kümmerte. Sie blieb bei Dickens bis zu dessen Tod.

### Journalist und Schriftsteller
1831 arbeitete Dickens für die Zeitung True Sun, wurde aber bald zur Mitredaktion des Parlamentsspiegels herangezogen und wurde schließlich Journalist bei der Zeitung Morning Chronicle. 1836–37 erschienen in monatlichen Heften die Pickwick Papers, durch die Dickens Bekanntheit als Schriftsteller erlangte. Seine folgenden ersten Romane entstanden ebenfalls als Fortsetzungsgeschichten in Zeitungen. Oft schrieb er an mehreren gleichzeitig. Dickens entwickelte in diesem Werk eine ursprüngliche Erzählkraft, die in sich selbst und dem reichen Volksleben, besonders der unteren Klassen, ihre Quelle und ihr Muster fand. Dickens wollte nicht nur den literarischen Erfolg, sondern auch das Gewissen seiner Zeit wachrütteln und den Weg für soziale Reformen ebnen. Die Schärfe der Anschauung, gepaart mit Humor, schafft die typische Dickens’sche Atmosphäre.
1838 erschien Oliver Twist erstmals. Dickens wurde Herausgeber der großen liberalen Tageszeitung Daily News wie auch der Zeitschrift Household Words. Auch gehörte er dem renommierten, vor allem Künstlern offenstehenden Garrick Club an.
Mittlerweile waren Dickens’ Werke auch in den nordamerikanischen Ländern sehr erfolgreich geworden. 1842 trat Dickens in den USA und Kanada als Vorleser seiner eigenen Werke auf; der Andrang war sehr groß. Als Dickens es jedoch wagte, die Idee eines internationalen Urheberrechtes aufzuwerfen (zahlreiche amerikanische Zeitungen hatten seine Geschichten gedruckt, ohne ihn zu fragen oder zu beteiligen), trat er eine Welle der Entrüstung los. Dickens selber war von Amerika enttäuscht, da er eine offene, republikanische und tolerante Gesellschaft im Gegensatz zur englischen Aristokratie erwartet hatte und stattdessen auch hier auf Standesunterschiede, Klassendenken und Sklaverei stieß.
1843 veröffentlichte Dickens A Christmas Carol in Prose, deutscher Titel meist Eine Weihnachtsgeschichte, in der eine phantastische Handlung mit einem moralischen Zweck verknüpft wird. Ähnliche Dickens-Geschichten sind: The Chimes (1844), Das Heimchen am Herde (1845) und The Battle of Life (1846). 1852 machte er mit einem Artikel in Household Words das neu gegründete Kinderkrankenhaus Great Ormond Street Hospital weithin bekannt. Im selben Jahr gab er am 27. Dezember in Birmingham seine erste Lesung in England, das Publikum waren Industriearbeiter der englischen Midlands. Seit diesem Auftritt gehörten Auszüge aus A Christmas Carol zu Dickens’ festem Leseprogramm. 1856 erlaubten ihm seine Einkünfte, den Landsitz Gad’s Hill Place in Rochester zu erwerben. 1858, nach der Trennung von seiner Frau, machte er seine erste Lesereise durch England.

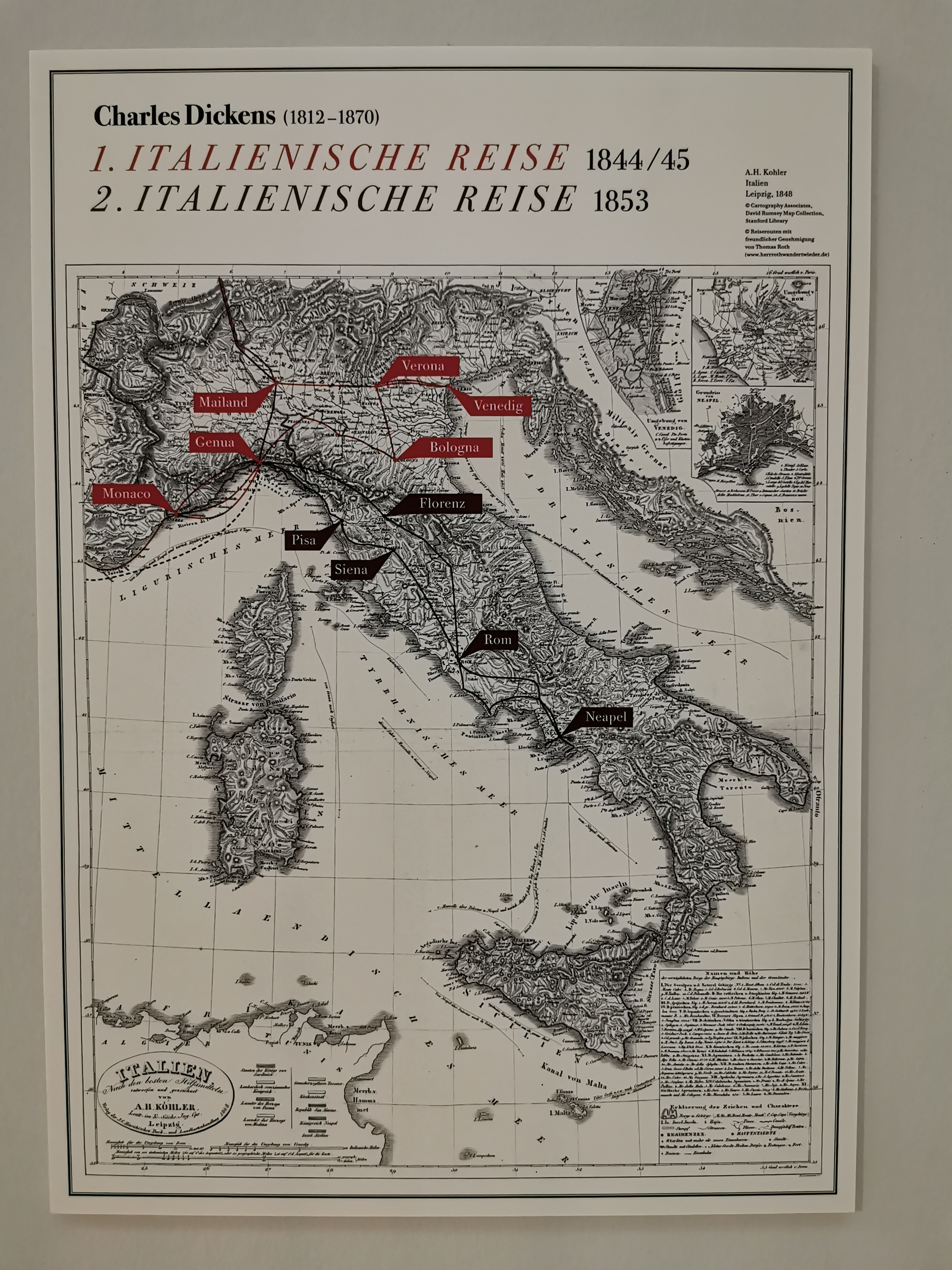
Besuchte Orte während der Italienreisen 1844–1845 und 1853

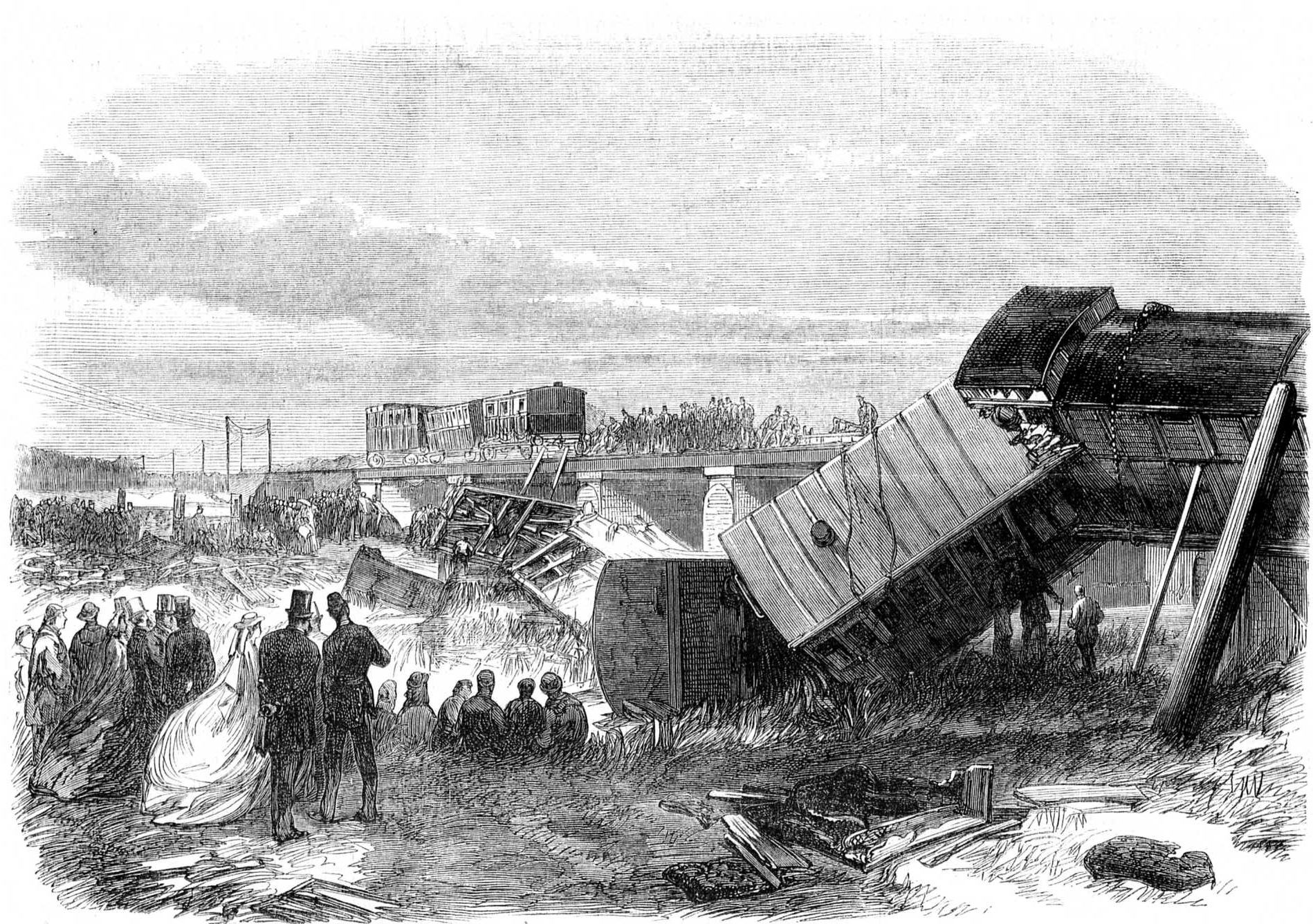
Abbildung des Eisenbahnunfalls von Staplehurst in The Illustrated London News

Dickens’ Grab in der Poets’ Corner der Westminster Abbey

Von 1844 bis 1845 und 1853 reiste Dickens nach Italien. Zu dieser Zeit war er Anhänger des Mesmerismus.
Am 9. Juni 1865 überstand Dickens auf dem Rückweg von Paris den schweren Eisenbahnunfall von Staplehurst, Kent, zwar körperlich unversehrt, wurde von dem Ereignis aber für den Rest seines Lebens im Geiste verfolgt. Unmittelbar nach diesem Vorfall kletterte Dickens, nachdem er erste Hilfe geleistet hatte, zurück in den Waggon, um sein Manuskript Our Mutual Friend zu retten.
Ein Versuch, den Unfall zu verarbeiten, stellt die Gruselgeschichte The Signal-Man dar. Dort erlebt die Hauptperson die Vision eines Eisenbahnunfalls, der allerdings auf dem Eisenbahnunfall im Clayton-Tunnel von 1861 basiert, bei dem 23 Menschen getötet und 176 verletzt wurden. Dickens war auf dieser Reise mit seiner Geliebten Ellen Ternan und deren Mutter unterwegs. Wäre dieser Umstand an die Öffentlichkeit gedrungen, hätte er einen Skandal ausgelöst. Dickens erreichte es aber, bei der Untersuchung des Unfalls nicht aussagen zu müssen.
Ende 1867 reiste er, bereits gesundheitlich angeschlagen und daher erst nach einigem Zögern, nochmals für ein halbes Jahr zu einer Lesereise nach Amerika. 1869 machte er eine letzte Lesereise durch Großbritannien, auf der er während einer Lesung einen Schlaganfall erlitt. Die Reise wurde daraufhin abgebrochen. Einigermaßen wiederhergestellt, holte er zwölf ausgefallene Termine von Januar bis März 1870 nach. Am 2. Mai 1870 trat er das letzte Mal in der Öffentlichkeit auf.
Am 9. Juni 1870 starb Charles Dickens auf seinem Landsitz an einem zweiten Schlaganfall. Er wurde am 14. Juni in der Westminster Abbey beigesetzt, gegen seinen ausdrücklichen Wunsch. Er hatte sich ein möglichst unaufwendiges Begräbnis gewünscht.
Ihm zu Ehren tragen die Dickens Rocks, zwei Rifffelsen vor der Westküste der Antarktischen Halbinsel, seinen Namen. Weitere Objekte in der Umgebung dieser Felsen sind nach Figuren aus seinem Fortsetzungsroman The Pickwick Papers benannt.
Dickens ist einer der meistgelesenen Schriftsteller der englischen Literatur. Bereits zwischen 1857 und 1892 verkaufte allein die Verlagshandlung Chapman & Hall (London) 700.000 Exemplare seiner Werke. Dickens, der als geschäftstüchtig galt, hinterließ bei seinem Tod ein beträchtliches Vermögen, das auch aus Immobilienbesitz bestand.

## Wichtigste Werke

### Oliver Twist
Oliver Twist kommt in einem Armenhaus auf die Welt. Die Mutter stirbt kurz nach der Geburt und hinterlässt nur ein kleines geheimnisvolles Medaillon, das eine alte Armenhäuslerin an sich nimmt. Der Junge wächst ohne Wissen um seine Abstammung als Waise mit zwanzig bis dreißig anderen Kindern unter der Obhut von Mrs Mann auf. Mit neun muss er ins Armenhaus, weil er zu alt fürs Waisenhaus ist.
Als Oliver eines Tages von den anderen Jungen vorgeschickt wird, um mehr Essen zu erbitten, sieht sich das Armenhaus gezwungen, den „unverschämten Burschen“, der „sicherlich mal am Galgen enden wird“, zu bestrafen. Oliver wird mitsamt fünf Pfund an den Leichenbestatter Sowerberry verschenkt, um bei ihm in die Lehre zu gehen.
Doch auch dort meint es das Schicksal mit dem armen Oliver nicht gut, und bevor er erneut zum Opfer eines Unglückes wird, flieht er nach London.
Dort angekommen gerät er in die Fänge von Fagin, einem alten jüdischen Hehler, der elternlose Kinder zu Kriminellen ausbildet.
Gemeinsam mit dem Baldowerer und dessen Kumpel soll Oliver schließlich das Handwerk des Taschendiebstahls erlernen, doch obwohl der Junge bei der Tat nur entsetzt zusehen kann, wird er von der Polizei geschnappt. Der Geschädigte, ein gütiger Mann namens Brownlow, spricht sich jedoch für Oliver aus und nimmt sich seiner an. Oliver wird zum ersten Mal gut behandelt, aber sein Glück hält nicht lange an. Er wird wieder von Fagin gefasst und muss mit einem der größten Verbrecher Londons einen Einbruch begehen. Dieser geht schief – Oliver wird bewusstlos und angeschossen in einem Graben liegengelassen. Zu seinem Glück nimmt ihn die Familie auf, die er zuvor bestehlen sollte. Jedoch beginnt nun wieder eine neue Jagd auf Oliver und ein unheimlicher Mensch namens Monks kommt ins Spiel.
Mit Oliver Twist prangerte Dickens die gesellschaftlichen Missstände der damaligen Zeit an. Der Waisenknabe Oliver wird körperlich und seelisch misshandelt und erfährt nur von wenigen Menschen Güte und Barmherzigkeit. Die Armen und Kranken erscheinen als nichts mehr als Aussätzige in einer Welt der Stärkeren und gesellschaftlich Höhergestellten. Ungerechtigkeit, Hunger und Tod sind nicht die Ausnahme, sondern die Regel. Charles Dickens schmückt seine Erzählung mit ironischen, oft schon zynischen Beschreibungen. Kinderarbeit wird in dem Werk ebenso thematisiert wie Kinderkriminalität. Die Schilderungen der Brutalitäten gegenüber den Armen und Schwachen sind – aus heutiger Sicht – oft so absurd, dass man sie kaum glauben mag. Nach Erscheinen des Romans wurde zum ersten Mal das Armengesetz diskutiert und erfolgreich geändert.

### Eine Weihnachtsgeschichte / A Christmas Carol

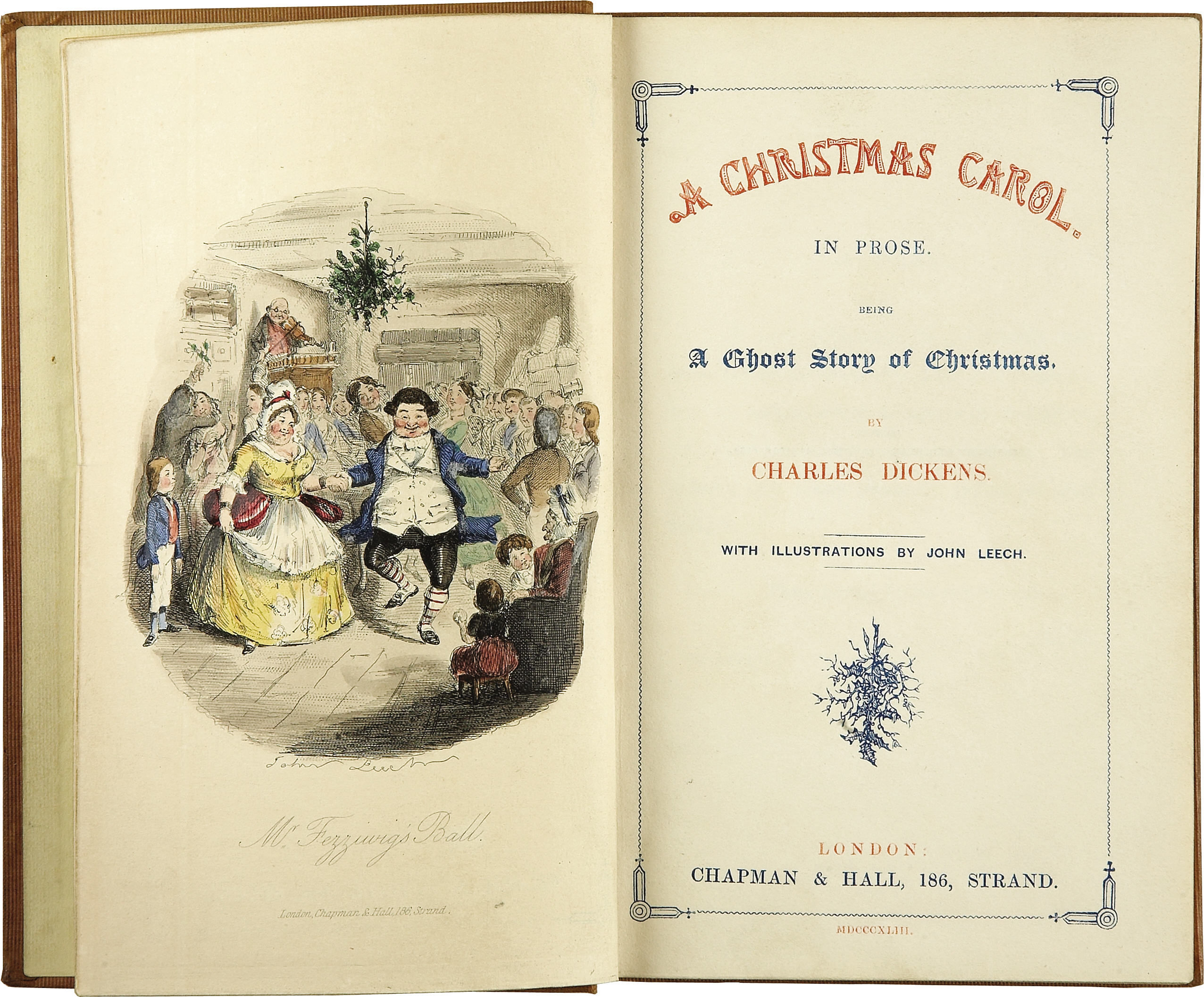
Titelblatt der Erstausgabe von A Christmas Carol, 1843

1843 verfasste Dickens die Erzählung A Christmas Carol (deutscher Titel: Eine Weihnachtsgeschichte) in der Absicht, die Aufmerksamkeit des Lesers auf die Not der Armen in der Gesellschaft Englands zu lenken. Am 19. Dezember 1843 wurde das Werk mit Illustrationen von John Leech veröffentlicht.
Der herzlose Geschäftemacher Ebenezer Scrooge wandelt sich zu einem gütigen, die Not der Menschen lindernden alten Herren.
Dickens bedient sich hierfür der Mittel der Groteske: Am Heiligen Abend erscheint dem alten Geizhals der Geist seines verstorbenen Geschäftspartners Marley, der zu Lebzeiten noch geiziger als Scrooge war, und prophezeit Scrooge ein düsteres Ende für den Fall, dass er sein Leben nicht grundlegend ändere. Danach zeigt sich der Geist der vergangenen Weihnacht, der Scrooge in seine Kindheit zurückversetzt, gefolgt vom Geist der gegenwärtigen Weihnacht, der ihn ins Haus seines ärmlich lebenden Schreibers Cratchit und dessen Familie sowie in das Haus seines Neffen geleitet. Der Geist der künftigen Weihnacht schließlich führt ihn zu seinem einsamen Sterbebett und zeigt ihm seinen Grabstein. „Die Wege der Menschen deuten ein bestimmtes Ende voraus, auf das sie hinführen, wenn man auf ihnen beharrt. Aber wenn man von den Wegen abweicht, ändert sich auch das Ende“, erkennt Scrooge, läutert sich und wird fortan zu einem anderen Menschen.

### David Copperfield

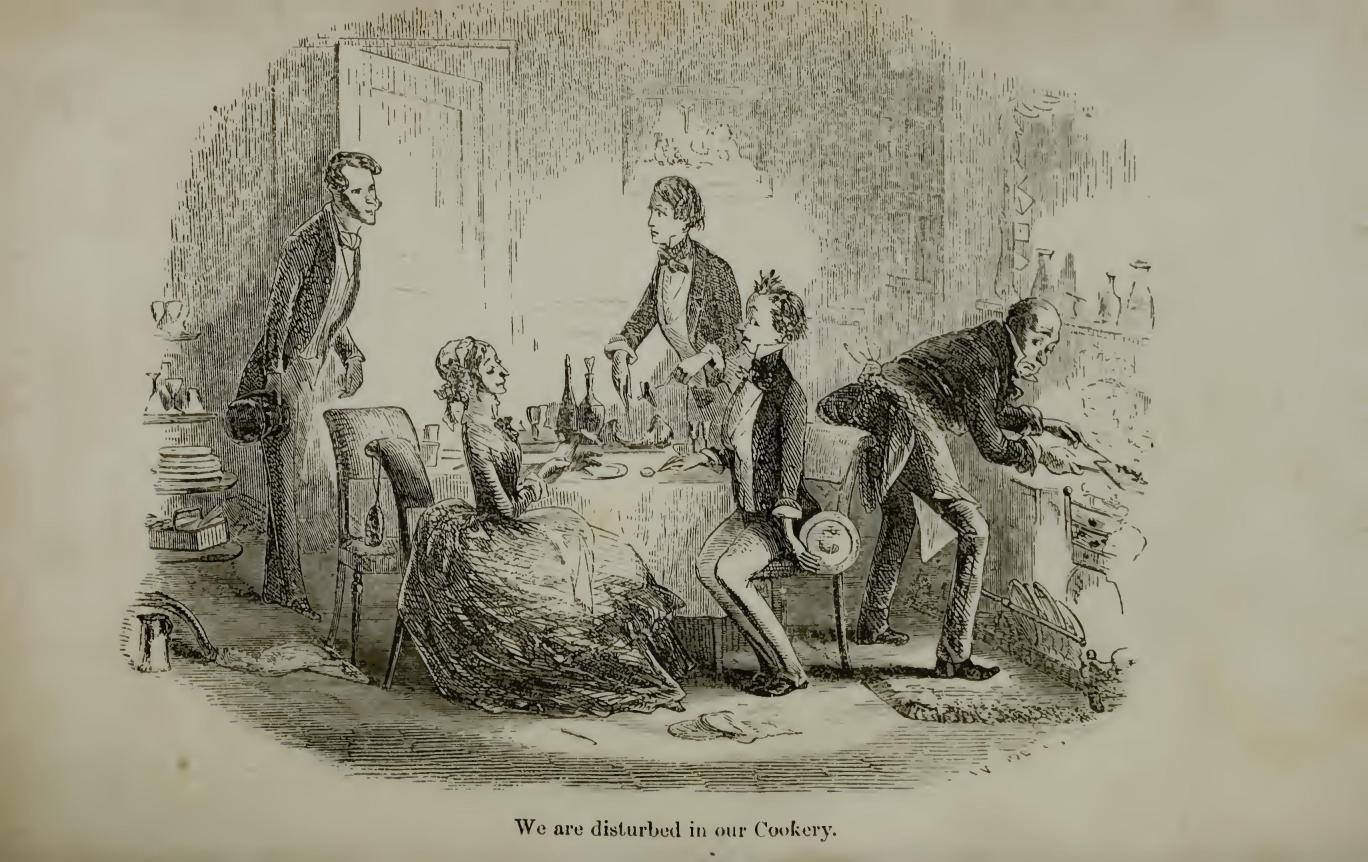
Eine Originalillustration von Hablot Knight Browne alias Phiz aus „David Copperfield“.

Im Jahre 1849 begann Dickens mit der Arbeit an seinem Roman David Copperfield, der auf Erfahrungen aus seinem frühen Leben basiert. Wie Dickens arbeitet auch David, indem er Etiketten auf Flaschen klebt. Er wird später ebenso Anwaltsgehilfe, Reporter und ein erfolgreicher Schriftsteller. Mr. Micawber ist eine satirische Anspielung auf Dickens Vater. Mit dem stark autobiografisch geprägten Roman David Copperfield, den er selbst als seinen »Lieblingsroman« bezeichnete, schuf Charles Dickens einen der wenigen großen Bildungsromane der englischen Literatur, der sich vor allem durch seine überzeugende Schilderung der Demütigungen und Ängste der Kindheit auszeichnet. Der Titelheld David verbringt nach dem frühen Tod des Vaters und dem der Mutter, die von seinem Stiefvater Murdstone und dessen herrschsüchtiger Schwester Jane allmählich zu Tode gequält wird, einige Zeit in der Schule des brutalen Mr. Creakle. Bereits mit zehn Jahren wird er zur Arbeit in die Fabrik Murdstones geschickt. Den unerträglichen Bedingungen entzieht er sich durch Flucht zu seiner Tante Betsey Trotwood nach Dover, die ihm den Besuch der reformpädagogischen Schule des Dr. Strong in Canterbury ermöglicht.
Im Haus des Advokaten Wickfield findet er schließlich herzliche Aufnahme. Nun beginnt Davids beruflicher Aufstieg vom Lehrling bei der Londoner Anwaltsfirma ‚Spenlow und Jorkins‘ hin zum Parlamentsreporter und Schriftsteller. Zahlreiche Nebenhandlungen sind in diese Handlung eingewoben. So umgarnt der adelige James Steerforth, die Verkörperung des Hochmuts höherer Klassen, die Adoptivtochter des Fischers Pegotty, Emily, und brennt mit ihr durch. Der Adoptivvater Emilys verfolgt die beiden und entdeckt die mittlerweile von dem Entführer Verlassene nach Monaten bei einer alten Freundin in London. Emilys einstiger Verlobter, Ham, kommt bald bei dem selbstlosen Versuch, Steerforth vor dem Ertrinken zu retten, ums Leben, indem er selbst ertrinkt. Eine weitere Nebenhandlung befasst sich mit dem Erzschurken Uriah Heep, Wickfields Angestelltem, der gegen seinen Arbeitgeber intrigiert und von Mr. Micawber entlarvt wird, mit dem David eine enge Freundschaft verbindet. David verliebt sich in die kindliche Tochter seines Arbeitgebers Mr. Spenlow. Nach deren Tod findet David, inzwischen ein erfolgreicher Schriftsteller, die wirkliche Erfüllung in der Ehe mit seiner Jugendfreundin Agnes Wickfield.
Wirkung: David Copperfield wird bis heute als einer der bedeutendsten Kindheits- und Jugendromane der Weltliteratur angesehen. In diesem Roman, der die deutlichsten autobiografischen Züge aufweist, in dem der Titelheld ähnliche Stationen wie Dickens in seiner Jugend durchläuft, zeigt sich Dickens überragendes Talent für die Darstellung von Stimmungen, Erlebnissen und Gefühlen der Kindheit. Mit der Kritik an der Missachtung des Kindes, die der Kritik an sozialen Missständen vorangeht, appellierte er an das Gewissen der Menschen mit der Absicht, den Weg für soziale Reformen zu ebnen.

### Bleak House
Der 1852 publizierte neunte Roman gilt heute vielen Literaturkritikern als das wichtigste Werk des Autors. Er handelt, in Verbindung mit dem sich über Jahrzehnte erstreckenden und grotesk endenden Erbschaftsstreit Jarndyce und Jarndyce, von Lady Honoria Dedlock und ihrer Tochter aus einer vorehelichen Beziehung. Diese wächst unter dem Namen Esther Summerson versteckt bei ihrer Tante auf und wird später Haushälterin und Vertraute des Philanthropen John Jarndyce im Bleak House. In der Haupthandlung kommt der Anwalt Tulkinghorn dem Geheimnis Honorias auf die Spur und aus seinen Recherchen und eigennützigen Aktionen entwickelt sich ein Kriminalfall. Eingebunden in die Geschichten der Protagonisten sind viele Nebenhandlungen, die ein breites Bild der englischen Ständegesellschaft der 1830er Jahre malen und das Gerichtswesen satirisch beleuchten. Neben dem labyrinthischen Gerichtsapparat steht die soziale Frage, die Situation armer Kinder und der Unterstützungssysteme, im Zentrum.

### Eine Geschichte aus zwei Städten / A Tale of Two Cities

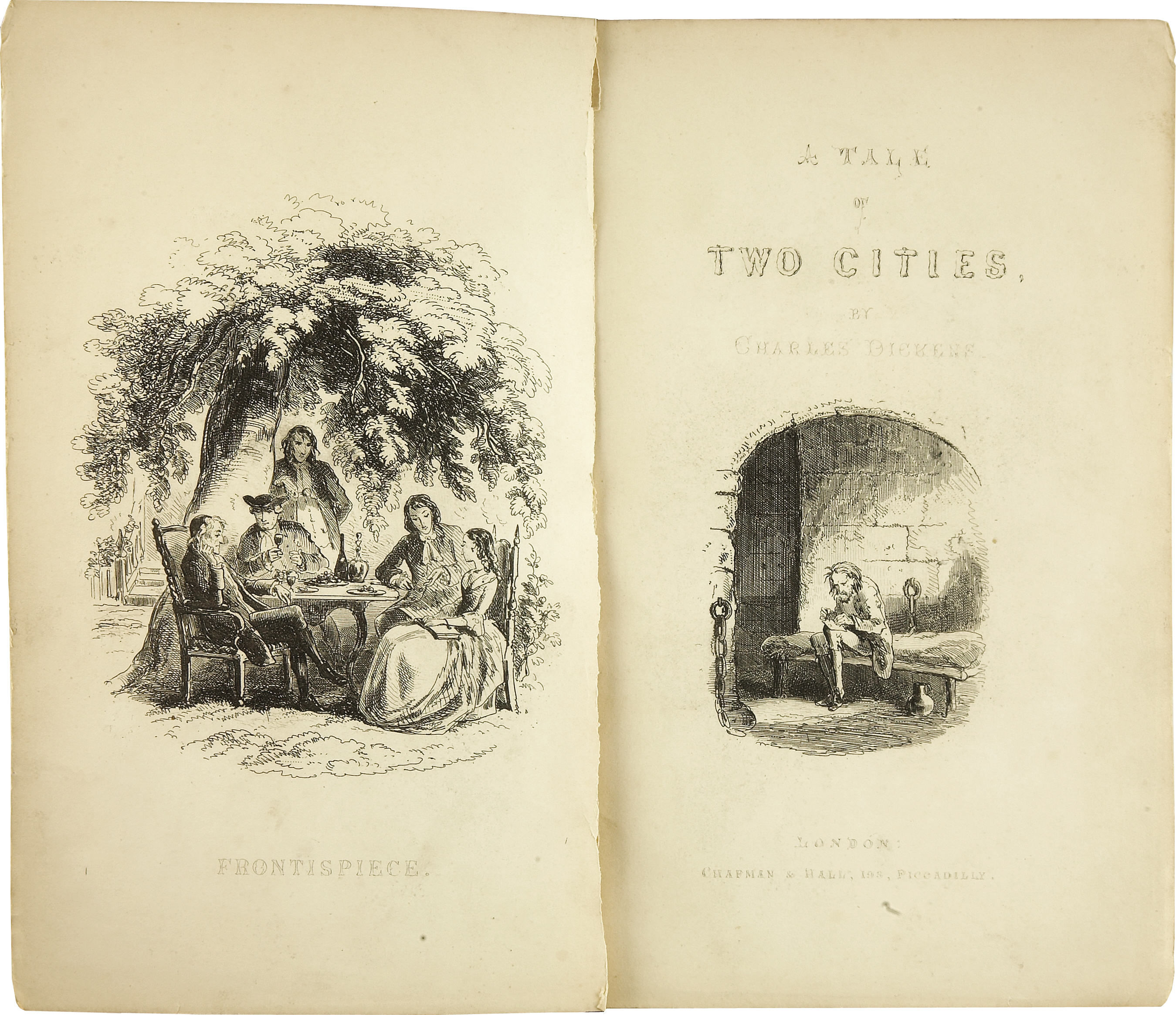
Titelblatt der Erstausgabe von A Tale of Two Cities, 1859

Diesen Roman, der während der Zeit der französischen Revolution spielt, schrieb Charles Dickens 1859, als sein eigenes Leben starke Veränderungen erfuhr. Er trennte sich von seiner Frau, sein Magazin Household Words ging ein, während er eine neue Zeitschrift All the Year Round auflegte.
„It was the best of times, it was the worst of times, it was the age of wisdom, it was the age of foolishness...“, so beginnt sein Roman über das Leben um Dr. Manette und seiner Tochter Lucy in zwei Städten, London und Paris. Eine düstere, im Londoner Nebel spielende Anfangsszene, eine Reise nach Paris, um den jahrelang unschuldig in der Bastille gefangen gehaltenen Dr. Manette nach London zurückzuholen, die Liebesgeschichte seiner Tochter Lucy zu Charles Darnay, einem in London lebenden Marquis de Evremonde, und die dramatischen Verknüpfungen mit der Pariser Hauptstadt während der Terrorherrschaft sind der Inhalt dieses Romans, wobei ein ewig betrunkener Protagonist, Sydney Carton, aus einer Nebenrolle heraus der tragische Held dieser Geschichte wird.
Die Idee zu dieser Geschichte hatte Charles Dickens, wie er selbst im Vorwort der 1859er Ausgabe schrieb, während der Teilnahme an dem Theaterdrama The Frozen Deep von Wilkie Collins, das er zusammen mit seinen Kindern und Freunden aufführte. Mithilfe der Eindrücke von seinem Aufenthalt in Paris im Winter 1855 und basierend auf den Werken Thomas Carlyles schrieb er ein Buch voller Traurigkeit, aber auch voller Enthusiasmus.

### Große Erwartungen / Great Expectations
Zwischen 1860 und 1861 verfasste Dickens den Roman Great Expectations, der thematisch viele Ähnlichkeiten mit David Copperfield aufweist. In diesem Kindheits- und Jugendroman, in dem er die eigenen bedrückenden Kindheitserlebnisse verarbeitete, thematisierte Charles Dickens das erbärmliche Leben von Menschen im England des 19. Jahrhunderts in einer außergewöhnlich verdichteten Atmosphäre. Er zeichnet ein lebendiges Gesellschaftsgemälde der Viktorianischen Zeit, in dem sich Charakteristika seiner Werke wie scharfe Beobachtungsgabe, psychologisches Feingefühl und Sozialkritik vereinen. Auch Elemente der Gothic Novel finden Verwendung. Dickens kritisierte in diesem Spätwerk das Gentleman-Ideal der von Materialismus und Moralheuchelei geprägten viktorianischen Gesellschaft. Die geradezu surrealistisch anmutende Erzähltechnik kündigt eine Hinwendung zur Moderne an.
Der kleine Junge Pip, Vollwaise, lebt im öden, nebligen Marschland. Aufgezogen wird er von seiner älteren Schwester und deren Mann, dem biederen Dorfschmied Joe Gargery, in bescheidenen Verhältnissen. Pip begegnet auf dem Friedhof dem geflohenen Zuchthäusler Magwitch, dem er hilft, sich von seinen Ketten zu befreien. Eine ihm unbekannte Welt lernt er kennen, als er der exzentrischen Miss Havisham und ihrer Pflegetochter Estella vorgestellt wird. Nachdem Miss Havisham am Hochzeitstag von ihrem Bräutigam verlassen wurde, hat sie der Männerwelt Rache geschworen und Estella zu einem lieblosen Wesen erzogen, das an ihrer Stelle Vergeltung am männlichen Geschlecht üben soll. Pip verliebt sich nichtsahnend in Estella und träumt davon, selbst ein Gentleman zu sein. Im zweiten Drittel des Buchs lebt Pip in London und ist vor allem mit Geldausgeben beschäftigt, hat ihm doch ein unbekannter Wohltäter eine vornehme Erziehung bezahlt und ein großes Vermögen in Aussicht gestellt. Er bricht mit den schlichten Verwandten und führt das Leben eines Snobs. Im letzten Drittel des Romans kehrt Pips Gönner – eben jener Zuchthäusler, dem er einst half – illegal aus der Deportation in Australien zurück, wo er reich geworden war. Nicht nur das Geheimnis um den unbekannten Wohltäter Magwitch, der von dem Gentleman Compeyson zum Verbrechen angestiftet wurde, wird nun gelüftet, sondern auch mehrere in der Vorgeschichte geschilderte Verbrechen werden aufgeklärt sowie komplizierte Beziehungen zwischen einigen Haupt- und Nebenfiguren beleuchtet. So erfährt Pip, dass Estella, die mittlerweile einen brutalen Nichtsnutz geheiratet hat, Magwitchs Tochter ist. Pip versucht Magwitch bei der Flucht außer Landes zu helfen, was aber misslingt. Magwitch, der zum Tode verurteilt wird, stirbt in Gegenwart Pips an den Folgen seines Fluchtversuchs. Sein Vermögen wird eingezogen, und damit enden die großen Erwartungen Pips, der sein Geld fortan im Ausland verdient. Als er nach Jahren wieder in Joe Gargerys Schmiede zurückkehrt, finden die verwitwete, mittlerweile geläuterte Estella und Pip schließlich zusammen.
John Forster berichtet in seiner Charles-Dickens-Biografie, dass sein Freund Dickens dem Roman ursprünglich kein Happy End geben, sondern vielmehr mit einem Schluss voller Resignation und Desillusion enden wollte. Erst auf Anraten des befreundeten Schriftstellers Edward Bulwer-Lytton habe Dickens seinem Roman einen glücklichen Ausgang geschenkt.
Der trotz seiner Komplexität im Handlungsablauf geradlinige Roman kann als reifstes Werk Dickens’ angesehen werden. Mit großem Verständnis erfasste der Autor die kindliche Psyche. Stilistisch gesehen steht der Roman mit seinen differenzierten Stimmungs- und Assoziationsebenen an der Schwelle zwischen der Literatur des 19. und 20. Jahrhunderts. Formell fügt sich Great Expectations in ein populäres Genre der Erzählliteratur des 19. Jahrhunderts ein: den Bildungsroman. Diese Art des Romans stellt das Wachsen und die persönliche Entwicklung des Protagonisten (hier: Pip) von der Kindheit zum Erwachsensein in den Mittelpunkt. Dieses Genre wurde populär durch Werke wie Defoes Robinson Crusoe, Charlotte Brontës Jane Eyre sowie Dickens’ David Copperfield. Jeder dieser Romane stellt den Prozess der eigenen Reifung und Selbstfindung in den Mittelpunkt, in dem der Protagonist sich von einem Kind zu einem Erwachsenen entwickelt.

## Literarischer Stil
Dickens verwendet einen blumigen und poetischen Stil, der viele humoristische Elemente besitzt. So sind seine Satiren über die britisch adelige Vornehmtuerei – ein Charakter trägt den Namen „Noble Refrigerator“ (Adeliger Eisschrank) – sehr beliebt. Weitere seiner fantasiereichen Einfälle sind Vergleiche: von Waisen mit Aktien und Wertpapieren, von Menschen mit Schleppern oder Gästen einer Dinnerparty mit Möbeln. Ebenso verbirgt er in den Namen seiner Charaktere Hinweise auf deren Aussehen oder Rolle und Bedeutung im weiteren Verlauf der Handlung, wie zum Beispiel der Name „Tiny Tim“ (kleiner/winziger Tim).

### Charaktere
Dickens’ Charaktere, die sich durch ihre skurrilen Namen auszeichnen, zählen zu den wohl einprägsamsten in der englischen Literatur. Die Charakterzüge von Protagonisten wie Ebenezer Scrooge, Tiny Tim, Jacob Marley, Bob Cratchit, Oliver Twist, The Artful Dodger, Fagin, Bill Sikes, Pip, Miss Havisham, Charles Darnay, David Copperfield, Mr. Micawber, Abel Magwitch, Daniel Quilp, Samuel Pickwick, Wackford Squeers, Uriah Heep sind so bekannt, dass sie sich als Teil der britischen Kultur etablierten und in manchen Fällen sogar in die Alltagssprache übergingen, wie „a scrooge“ als Synonym für „a miser“ (Geizhals oder Geizkragen).
Viele von Dickens’ Charakteren sind nicht völlig frei erfunden, sondern beruhen auf Personen, die er selbst kannte. In einigen wenigen Fällen liegen diese dabei sehr nahe an ihren Vorbildern, wie bei Harold Skimpole in Bleak House, der auf James Henry Leigh Hunt beruht, oder auch Miss Mowcher in David Copperfield, die auf der kleinwüchsigen Fußpflegerin seiner Frau beruht.

### Bezug auf soziale Missstände
In seinen Werken finden sich oft konkrete Hinweise auf die sozialen Missstände des viktorianischen Zeitalters, etwa durch die beispielhafte Darstellung der kritischen Situation der armen Stadtbevölkerung oder der damals vorherrschenden Sozialstrukturen. So schafft es Dickens gekonnt mit Oliver Twist, seinem zweiten Roman von 1838, seiner Leserschaft das Problem von Armut und daraus folgender Kriminalität nahezubringen, was seinerzeit dazu beitrug, auf die schwierige Lage der Bevölkerung von Jacob’s Island, einem damaligen Slum in London, in dem der Roman spielt, aufmerksam zu machen; in der Folge verbesserte sich die dortige Lebenssituation. Ebenso übte Dickens mit der Darstellung des tragischen Charakters der Prostituierten Nancy Kritik am viktorianischen Klassensystem und trug zusätzlich zum Abbau festgefahrener Vorurteile in der damaligen Gesellschaft bei, indem er Nancys menschliche Wesenszüge hervorhebt. Aber auch Einrichtungen des viktorianischen Staatswesens kritisiert Dickens. So verurteilt er in Bleak House den damaligen Court of Chancery für die Verschleppung von Rechtsstreitigkeiten, während er in Little Dorrit die Ineffektivität eines korrupten Patentamtes anprangert.

## Werke

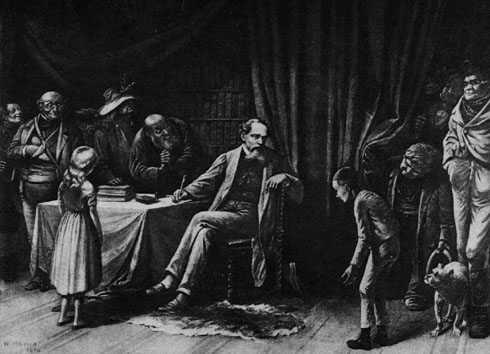
Dickens mit seinen Figuren, Zeichnung von William Holbrook Beard

- Sketches by Boz. Eine Sammlung von Stimmungsbildern, Charakterskizzen und Kurzgeschichten, die Charles Dickens zwischen 1833 und 1836 in verschiedenen Londoner Zeitungen und Zeitschriften veröffentlicht hatte. In Buchform erschienen die Skizzen 1836 in zwei Bänden sowie später, 1837, in einem Band.
  - deutsch: Londoner Skizzen. Übersetzt von H. Roberts. Weber, Leipzig 1839.
- The Pickwick Papers. (März 1836 – Oktober 1837)
  - deutsche Erstausgabe: Die Pickwickier. Boz (Dickens). Verlag J. J. Weber, Leipzig 1839, Druck von Breitkopf und Härtel in Leipzig. 3 Bände, übersetzt von H. Roberts, Federzeichnungen nach Phiz.
- Oliver Twist. Januar 1837–März 1839, deutsch 1838: Oliver Twist (übersetzt von Gustav Meyrink). Anaconda, Köln, ISBN 978-3-86647-773-5.
- Nicholas Nickleby. März 1838–September 1839, wurde von Karl Heinrich Hermes 1838–1839 übersetzt und von George Westermann unter dem Pseudonym Boz herausgegeben und verlegt.
- Der Raritätenladen (The Old Curiosity Shop). Teil der Rahmenerzählung Master Humphreys Wanduhr, erschienen April 1840–Februar 1841.
- Barnaby Rudge. Februar 1841–November 1841. Aus dem Englischen von E. A. Moriaty. Weber, Leipzig 1841.
  - Sechster Theil
- Aufzeichnungen aus Amerika 1842 (American Notes). 1843.
- Martin Chuzzlewit (dt. Leben und Abenteuer des Martin Chuszlewit). Januar 1843–Juli 1844, deutsch 1844.
- Eine Weihnachtsgeschichte (A Christmas Carol). Dezember 1843, deutsch: Die Weihenacht. Ein Lied in Prosa. Enthaltend eine Geistergeschichte der Christnacht. Neu aus dem Englischen von Dr. Carl Kolb, Adolph Krabbe, Stuttgart 1844.
- Die Silvesterglocken (The Chimes). 1844, deutsch 1845.
- Das Heimchen am Herde (The Cricket on the Hearth). 1845, deutsch 1846.
- Bilder aus Italien Auch: Reisebilder aus Italien (Pictures from Italy). 1846, deutsch 1846.
  - Ins Deutsche übertragen von A. Kretzschmar. Grimma 1846.
- The Haunted House. (Gemeinsam mit Elizabeth Gaskell u. a.) 1859.
- Dombey und Sohn (Dombey and Son). Oktober 1846–April 1848; deutsch 1848.
- The Battle of Life. 1846. Dt.: Der Kampf des Lebens. Eine Liebesgeschichte.
- The Life of Our Lord. 1846, erstmals 1934 erschienen (nach dem Tode seines Sohnes Sir Henry Fielding Dickens).
- Der Behexte und der Pakt mit dem Geiste (The Haunted Man and the Ghost’s Bargain). 1848.
- David Copperfield. Mai 1849–November 1850; deutsch 1850.
- A Child’s History of England. Januar 1851–Dezember 1853.
- Bleak House. März 1852–September 1853.
- Harte Zeiten (Hard Times). April 1854–August 1854; deutsch 1859.
- Klein Dorrit (Little Dorrit). Dezember 1855–Juni 1857.
- Eine Geschichte aus zwei Städten (A Tale of Two Cities). April 1859–November 1859; deutsch 1860 (übersetzt von Julius Seybt).
- Große Erwartungen (Great Expectations). Dezember 1860–August 1861; deutsch 1864; NA: Herausgegeben und übersetzt von Melanie Walz. Hanser, München 2011, ISBN 978-3-446-23760-5; dtv, München 2013, ISBN 978-3-423-14264-9.
- Unser gemeinsamer Freund (Our Mutual Friend). Mai 1864–November 1865 (auch Unser gegenseitiger Freund/gemeinsamer Bekannter.)
- Das Geheimnis des Edwin Drood (The Mystery of Edwin Drood). April 1870–Juni 1870 (unvollendet).
- Boz (Dickens) Gesammelte Werke. In deutschen Übersetzungen von E. A. Moriarty, E. Roberts und Julius Seybt. 21 Bände. Verlag von Carl Lorck, Leipzig 1852 bis 1854, fortgesetzt ab 1860 bis 1865 (Band 21 bis 24) im Verlag von L. Wiedemann, ebenda.
- Boz’s sämmtliche Werke. Neu aus dem Englischen von Dr. Carl Kolb. Verlag von Adolph Krabbe, Stuttgart 1841–1848.
  - Band 1: Oliver Twist. (Band 1)
  - Band 2: Oliver Twist. (Band 2)
  - Band 3: Leben und Schicksale des Nicolaus Nickleby. (Band 1)
  - Band 4: Leben und Schicksale des Nicolaus Nickleby. (Band 2)
  - Band 5: Leben und Schicksale des Nicolaus Nickleby. (Band 3)
  - Band 6: Die Pickwickier. (Band 1)
  - Band 7: Die Pickwickier. (Band 2)
  - Band 8: Die Pickwickier. (Band 3)
  - Band 9: Skizzen aus dem Londoner Alltagsleben. (Band 1)
  - Band 10: Skizzen aus dem Londoner Alltagsleben. (Band 2)
  - Band 11: Master Humphrey’s Wanduhr. (Band 1)
  - Band 12: Master Humphrey’s Wanduhr. (Band 2)
  - Band 13: Master Humphrey’s Wanduhr. (Band 3)
  - Band 14: Die Pic Nic-Papiere. (Band 1)
  - Band 15: Die Pic Nic-Papiere. (Band 2)
  - Band 16: Master Humphrey’s Wanduhr. (Band 4)
  - Band 17: Master Humphrey’s Wanduhr. (Band 5)
  - Band 18: Master Humphrey’s Wanduhr. (Band 6)
  - Band 19: Reisenotizen über Amerika.
  - Band 20: Denkwürdigkeiten des Joseph Grimaldi.
  - Band 21: Leben und Schicksale des Martin Chuzzlewit. (Band 1)
  - Band 22: Leben und Schicksale des Martin Chuzzlewit. (Band 2)
  - Band 23: Leben und Schicksale des Martin Chuzzlewit. (Band 3)
  - Band 24: Leben und Schicksale des Martin Chuzzlewit. (Band 4)
  - Band 25: Die Zauberglocken. Eine Phantasmagorie aus der Neujahrsnacht • Das Heimchen am Herde • Bilder aus Italien • Der Kampf des Lebens. Eine Weihnachtsgabe.
  - Band 26: Dombey und Sohn. (Band 1)
  - Band 27: Dombey und Sohn. (Band 2)
  - Band 28: Dombey und Sohn. (Band 3)

## Herausgeberschaft
- Boz: Memoirs of Joseph Grimaldi. Richard Bentley, London 1838
  - Deutsche Neuausgabe: Ich – der Komödiant. Die Memoiren des Joseph Grimaldi. Aus dem Englischen von Annemarie Böll und Heinrich Böll, eingeleitet von Hilde Spiel. Mit Illustrationen von George Cruikshank. Siedler, Berlin 1983, ISBN 3-88680-085-7.

## Audio
- Charles Dickens Der literarische Popstar des viktorianischen Zeitalters, 160.29 Minuten - Audio-Version, von Christian Blees, Deutschlandfunk Lange Nacht 6. Juni 2020 und 23. März 2024

## Verfilmungen
- 1922: Oliver Twist – Regie: Frank Lloyd (mit Jackie Coogan als Oliver und Lon Chaney senior als Fagin)
- 1924: Klein Dorrit – Regie: A. W. Sandberg
- 1933: Oliver Twist – Regie: William J. Cowen
- 1934: Des Sträflings Lösegeld (Great Expectations) – Regie: Stuart Walker
- 1934: Klein Dorrit – Regie: Karel Lamač
- 1935: David Copperfield – Regie: George Cukor
- 1935: Flucht aus Paris (A Tale of Two Cities) – Regie: Jack Conway
- 1938: A Christmas Carol – Regie: Edwin L. Marin
- 1946: Geheimnisvolle Erbschaft (Great Expectations) – Regie: David Lean (mit John Mills, Alec Guinness, Valerie Hobson und Jean Simmons)
- 1947: Nicholas Nickleby – Regie: Alberto Cavalcanti
- 1948: Oliver Twist – Regie: David Lean (mit Alec Guinness als Fagin)
- 1951: Eine Weihnachtsgeschichte (Scrooge) – Regie: Brian Desmond Hurst
- 1952: Mr. Pickwick (The Pickwick Papers) – Regie: Noel Langley
- 1953: Es ist nie zu spät (Non mai e troppo tardi) – Regie: Filippo W. Ratti (nach Eine Weihnachtsgeschichte)
- 1958: Zwei Städte (A Tale of Two Cities) – Regie: Ralph Thomas (mit Dirk Bogarde)
- 1968: Oliver (Oliver!) – Regie: Carol Reed (Musical von Lionel Bart mit Ron Moody als Fagin)
- 1970: David Copperfield – Regie: Delbert Mann
- 1970: Scrooge – (mit Albert Finney und Alec Guinness)
- 1971: A Christmas Carol – Oscar-prämierte Zeichentrickversion, Regie: Richard Williams
- 1974: Die großen Erwartungen (Great Expectations) – Regie: Joseph Hardy
- 1980: Eine Geschichte zweier Städte (A Tale of Two Cities) – Regie: Jim Goddard
- 1980: Olivers großer Traum (Oliver and The Artful Dodger) – Zeichentrickfilm, Regie: William Hanna, Joseph Barbera
- 1982: Oliver Twist – Regie: Clive Donner
- 1983: Mickey’s Christmas Carol – Zeichentrickfilm von Disney
- 1984: Charles Dickens’ Weihnachtsgeschichte (A Christmas Carol) – Regie: Clive Donner
- 1984: Geistertreffen um Mitternacht (Le chant de Noel) – Regie: Pierre Boutron
- 1985: Der Kleine mit dem großen Herzen (Lost in London) – Regie: Robert Lewis (nach Motiven von Oliver Twist)
- 1987: Klein Dorrit (Little Dorrit) – Regie: Christine Edzard
- 1988: Harte Zeiten für unsere Zeiten – Regie: João Botelho
- 1988: Die Geister, die ich rief … (Scrooged) – mit Bill Murray
- 1988: Blackadder’s Christmas Carol – Blackadder Serien-Special
- 1989: Oliver & Co. – Zeichentrickfilm von Disney
- 1989: Große Erwartungen
- 1991: Oliver Twist
- 1992: Die Muppets-Weihnachtsgeschichte (The Muppet Christmas Carol) – Regie: Brian Henson (mit Michael Caine als Scrooge)
- 1993: David Copperfield
- 1997: Oliver Twist – (mit Richard Dreyfuss als Fagin und Elijah Wood als The Artful Dodger)
- 1997: Weihnachten im Wilden Westen
- 1997: Ms. Scrooge – Ein wundervoller Engel (Ms. Scrooge)
- 1998: Große Erwartungen (Great Expectations) – Regie: Alfonso Cuarón (mit Ethan Hawke, Gwyneth Paltrow, Anne Bancroft und Robert De Niro)
- 1999: David Copperfield
- 1999: A Christmas Carol – Die Nacht vor Weihnachten – (mit Patrick Stewart)
- 1999: Great Expectations – (mit Ioan Gruffudd)
- 2000: Ein ganz besonderes Weihnachtsfest
- 2000: South Park – Great Expectations (Große Erwartungen) – Staffel 4, Folge 14
- 2002: Nicholas Nickleby – Regie: Douglas McGrath
- 2003: Carol und die Weihnachtsgeister (A Carol Christmas) – Regie: Mathew Irmas
- 2004: David Copperfield
- 2005: Oliver Twist – Regie: Roman Polański (mit Ben Kingsley als Fagin)
- 2005: Bleak House (mit Gillian Anderson)
- 2007: Oliver Twist – Regie: Coky Giedroyc (mit William Miller als Oliver Twist)
- 2008: Little Dorrit (mit Matthew Macfadyen als Arthur Clennam)
- 2009: Disneys Eine Weihnachtsgeschichte (mit Jim Carrey) eine Disney Produktion
- 2010: Christmas Carol Doctor Who Weihnachts-Special (basierend auf Dickens’ Weihnachtsgeschichte)
- 2011: Große Erwartungen – (mit Gillian Anderson als Miss Havisham und Douglas Booth als Pip)
- 2012: Das Geheimnis des Edwin Drood (The Mystery of Edwin Drood) – Regie: Diarmuid Lawrence, Großbritannien, 2012
- 2012: Große Erwartungen (mit Helena Bonham Carter als Miss Havisham und Jeremy Irvine als Pip)
- 2014: The Invisible Woman – Regie: Ralph Fiennes
- 2017: Charles Dickens: Der Mann, der Weihnachten erfand – befasst sich mit der Entstehung von A Christmas Carol
- 2020: David Copperfield – Einmal Reichtum und zurück (The Personal History of David Copperfield) – Regie: Armando Iannucci
- 2022: Spirited – Regie: Sean Anders

## Hörspiele
- 1951: Der Bahnwärter – Regie: Heinz-Günter Stramm (Hörspiel – Bayerischer Rundfunk)
- 1957: "Oliver Twist" - Regie: Walter Knaus. SDR
- 1962: Oliver Twist – Regie: Dora König (Kinderhörspiel – Rundfunk der DDR)
- 1979: Der ungebetene Gast – Regie: Horst Liepach (Kinderhörspiel – Rundfunk der DDR)
- 2006: Das Spukhaus. Stimmbuch-Verlag
- 2017: „Der Streckenwärter“ - Regie: Marc Gruppe (Hörspiel - Titania Medien; Gruselkabinett Folge 128)

## Hörbücher
- 2001: Mit Charles Dickens nach Rom & Venedig, 1844/45. Gelesen von Uwe Friedrichsen. Der Audio-Verlag, 1 CD, ISBN 978-3-89813-166-7.
- 2003: Great Expectations. Penguin Classics, 3 CDs, 180 Min., ISBN 978-0-14-180448-4.
- 2003: Bleak House. Penguin Classics, 6 CDs, 375 Min., ISBN 978-0-14-180463-7.
- 2003: A Tale of Two Cities. Penguin Classics, 6 CDs, 360 Min. ISBN 978-0-14-180449-1.
- 2003: Oliver Twist. Penguin Classics, 6 CDs, 345 Min., ISBN 978-0-14-180464-4.
- 2003: David Copperfield. Penguin Classics, ISBN 978-0-14-180525-2.
- 2003: A Christmas Carol. Penguin Classics, 3 CDs, 225 Min., ISBN 978-0-14-180524-5.
- 2006: Christian Standtke liest Charles Dickens, Doktor Marigolds Rezepte. Argon Hörbuch, 2 CDs, 130 Min. ISBN 3-86610-025-6.
- 2017: A Christmas Carol in Prose. Goyalit, 1 Mp3-CD, 208 Min., ISBN 978-3-8337-3782-4.
- 2024: Eine Geschichte aus zwei Städten. Gelesen von Annette Stall, Thono Audio Verlag, mp3, 966 min. EAN 9783943278798

## Museen
- Charles-Dickens-Museum in London
- Charles Dickens’ Birthplace Museum in Portsmouth
- Dickens House Museum in Broadstairs und das Dickens Festival seit 1937
- Dickens World (Themenpark, eröffnet am 25. Mai 2007 in Chatham) – dauerhaft geschlossen[8]
- Charles Dickens Centre in Rochester und das Dickens Festival
- Dickens Museum in Bronkhorst

## Ausstellung
- 2011/2012: Die Geheimnisse des Charles Dickens 1812–1870, Museum Strauhof, Zürich

## Eponyme
Der Asteroid (4370) Dickens wurde 1990 nach ihm benannt.

### Texte
- Literatur von und über Charles Dickens im Katalog der Deutschen Nationalbibliothek
- Werke von und über Charles Dickens in der Deutschen Digitalen Bibliothek
- Werke von Charles Dickens im Project Gutenberg – überwiegend Englisch, Der Weihnachtsabend auf Deutsch
- Werke von Charles Dickens im Projekt Gutenberg-DE
- Werke von Charles Dickens (Memento vom 16. Juni 2012 im Internet Archive) (englisch)
- The Complete Literary Works of Charles Dickens (englisch)
- Fantastic Fiction – Charles Dickens (englisch)

### Hörbücher
- Freie Hörbücher auf LibriVox (englisch, deutsch)

### Gesellschaften
- International Dickens Fellowship (englisch)

### Museen
- Charles Dickens Museum, London (englisch)
- Dickens Museum in Bronkhorst

### Verschiedenes
- Dickens-Verfilmungen bei IMDb
- The Dickens Code Projekt zum Entziffern von Dickens Kurzschriften